# Ш'ти (бира)
„Ш'ти“ (на френски: Ch'ti) е марка френска бира дьо Гард, тип ейл, произведена и бутилирана в пивоварната „Brasserie Castelain“ в гр.Бенифонтен, департамент Па дьо Кале на регион Нор-Па дьо Кале, Северна Франция.

## История
Френската бира „Ch'ti“ се произвежда от 1979 година в семейната пивоварна „Castelain“ в Северна Франция. Името на бирата идва от израза Ch'ti, Chti или chtimi, с която понякога наричат жителите на Нор-Па дьо Кале заради специфичния им северняшки акцент.

## Марки бира
Търговският асортимент на пивоварната включва няколко бири с марката „Ch'ti“:
- Ch'ti blonde – светъл ейл с плодов вкус и аромат на малц, с алкохолно съдържание 6,4 %.
- Ch'ti ambrée – ейл с червеникавокехлибарен цвят, алкохолно съдържание 5,9 %. Отличава се с аромат на карамел, горски плодове, печени ядки, масло, с плътен вкус с нотки малц и мед.
- Ch'ti triple – силен ейл със златистожълт цвят, с алкохолно съдържание 8,5 %, с аромат на карамел, малц, мая, подправки, с богат вкус на мед и стафиди.
- Ch'ti brune – тъмен ейл с алкохолно съдържание 6,4 %.
- Ch'ti blanche – уит бира с алкохолно съдържание 4,5 %.
- Ch'ti de Printemps – сезонна пролетна бира с алкохолно съдържание 5,9 %.
- Ch’ti de Noël – светла сезонна коледна бира с алкохолно съдържание 7,5 %.